# Bogusław Kaczyński

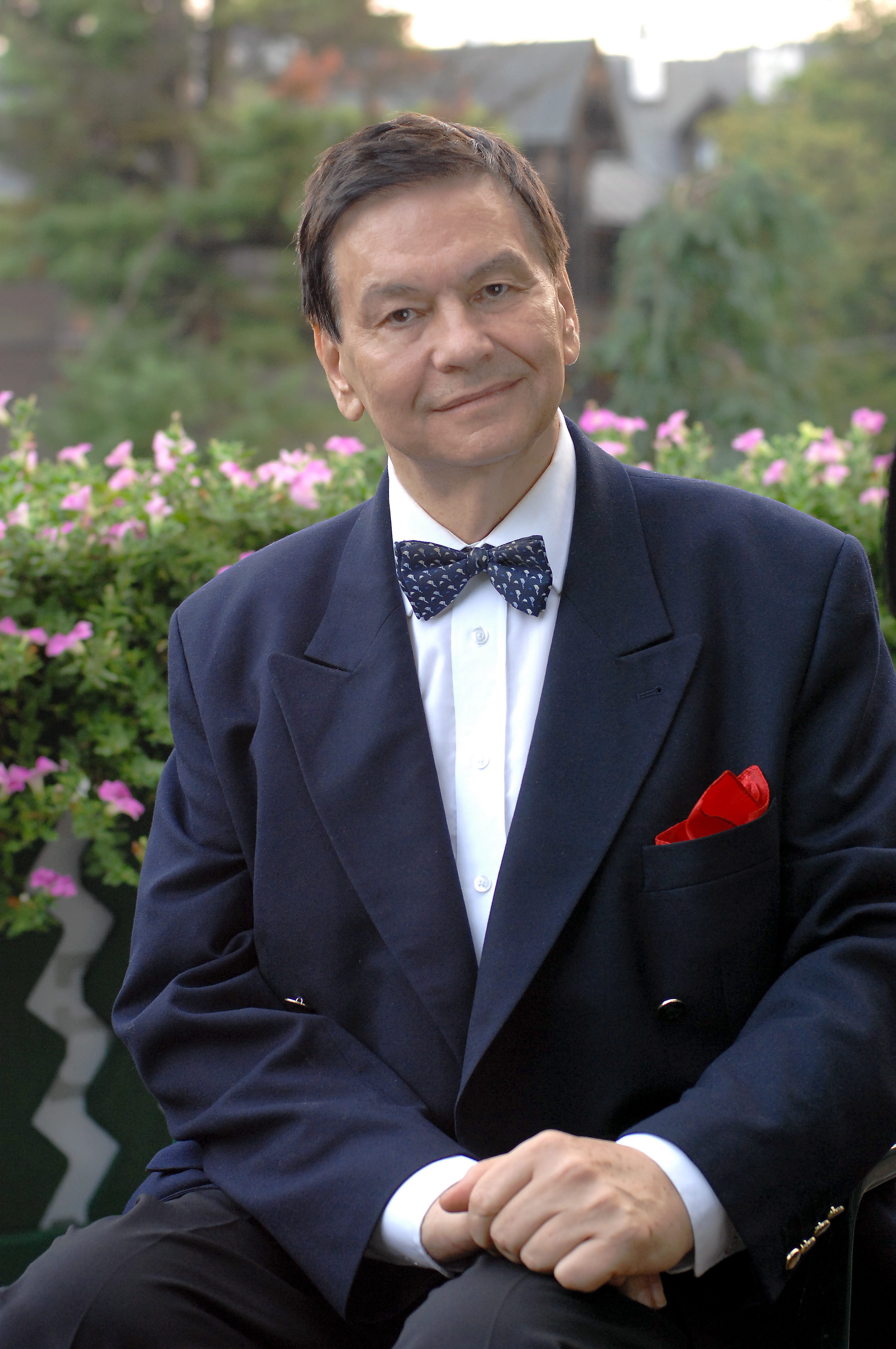
Bogusław Kaczyński

Bogusław Kaczyński (* 2. Mai 1942 in Biała Podlaska; † 21. Januar 2016 in Warschau) war ein polnischer Journalist, Musikkritiker und -theoretiker, Fernsehmoderator und Förderer der klassischen Musik.
Kaczyński studierte Musiktheorie und Klavier an der Fryderyk-Chopin-Musikakademie Warschau (heute Fryderyk-Chopin-Universität für Musik). Er war Initiator und Moderator mehrerer Rundfunk- und Fernsehprogramme, darunter Operowe qui pro quo (1974–1978), Zaczarowany świat operetki (1979–1981) und Rewelacja miesiąca (ab 1979), und veröffentlichte Kolumnen und Rezensionen in vielen Zeitschriften, darunter Teatr, Ruch Muzyczny und Kultura. Weiter verfasste er mehrere Bücher über klassische Musik und wirkte an Film- und Theaterproduktionen zur Thematik mit.
1980 gründete er das Musikfestival von Łańcut, das er zehn Jahre lang leitete. Von 1982 bis 2011 war er Leiter des Europäischen Jan-Kiepura-Festivals in Krynica, von 1993 bis 1996 Prorektor der Fryderyk-Chopin-Musikakademie. Zwischen 1994 und 1998 leitete er das Musiktheater Roma. Für sein Wirken wurde er vielfach ausgezeichnet, u. a. mit dem Kommandeurskreuz des Ordens Polonia Restituta und der Goldenen Gloria-Artis-Medaille für kulturelle Verdienste.

## Publikationen
- Dzikie orchidee, 1985
- Ucieczki do Karyntii. Rzecz o A. Bergu i jego operach, 1987
- Wielka sława to żart, 1992
- Kretowisko, 1991
- Xenia Grey: księżna Chicago, 1993
- Krynicki Benefis, 2000
- Symfonia w dolinie słońca
- Teatr Kaczyńskiego – Roma
- Jak samotny szeryf, 2009
- Fryderyk Chopin. Geniusz muzyczny, 2010
- Koń na biegunach, 2010
- Smak sławy, 2011
- Kiepura, 2011
- Łańcut, moja miłość, 2012
- Ada Sari. Kulisy wielkiej sławy, 2014